# Synagogi w Gdańsku

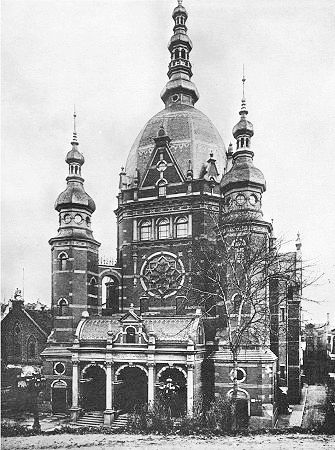
Nieistniejąca Wielka Synagoga przy Reitbahnstrasse

W Gdańsku przed II wojną światową funkcjonowało kilka synagog, z czego dzisiaj czynna jest tylko jedna, w której regularnie odbywają się nabożeństwa.

## Czynne synagogi
- Nowa Synagoga w Gdańsku-Wrzeszczu – obecnie szkoła muzyczna z synagogą.

## Synagogi nieistniejące lub nieczynne
Synagogi reformowane
- Wielka Synagoga w Gdańsku
- Synagoga w Gdańsku (ul. Pańska)
- Synagoga w Gdańsku (ul. Lawendowa)
- Stara Synagoga w Gdańsku
- Stara Synagoga w Gdańsku-Wrzeszczu

Synagogi ortodoksyjne
- Synagoga w Gdańsku (ul. Szopy)
- Synagoga w Gdańsku (ul. Na Piaski)
- Najstarsza Synagoga w Gdańsku